# För att inte tala om alla dessa kvinnor
För att inte tala om alla dessa kvinnor är en svensk komedifilm från 1964 i regi av Ingmar Bergman.

## Handling[1]
Komedi om kritikern Cornelius (Jarl Kulle) som för att skriva en biografi om en cellist intervjuat kvinnorna i dennes bekantskapskrets.

## Om filmen
Filmen är regisserad av Ingmar Bergman efter manus av Ingmar Bergman och Erland Josephson. Filmen är 80 minuter lång och regissörens första färgfilm (Eastmancolor).

## Rollista (i urval)[5]

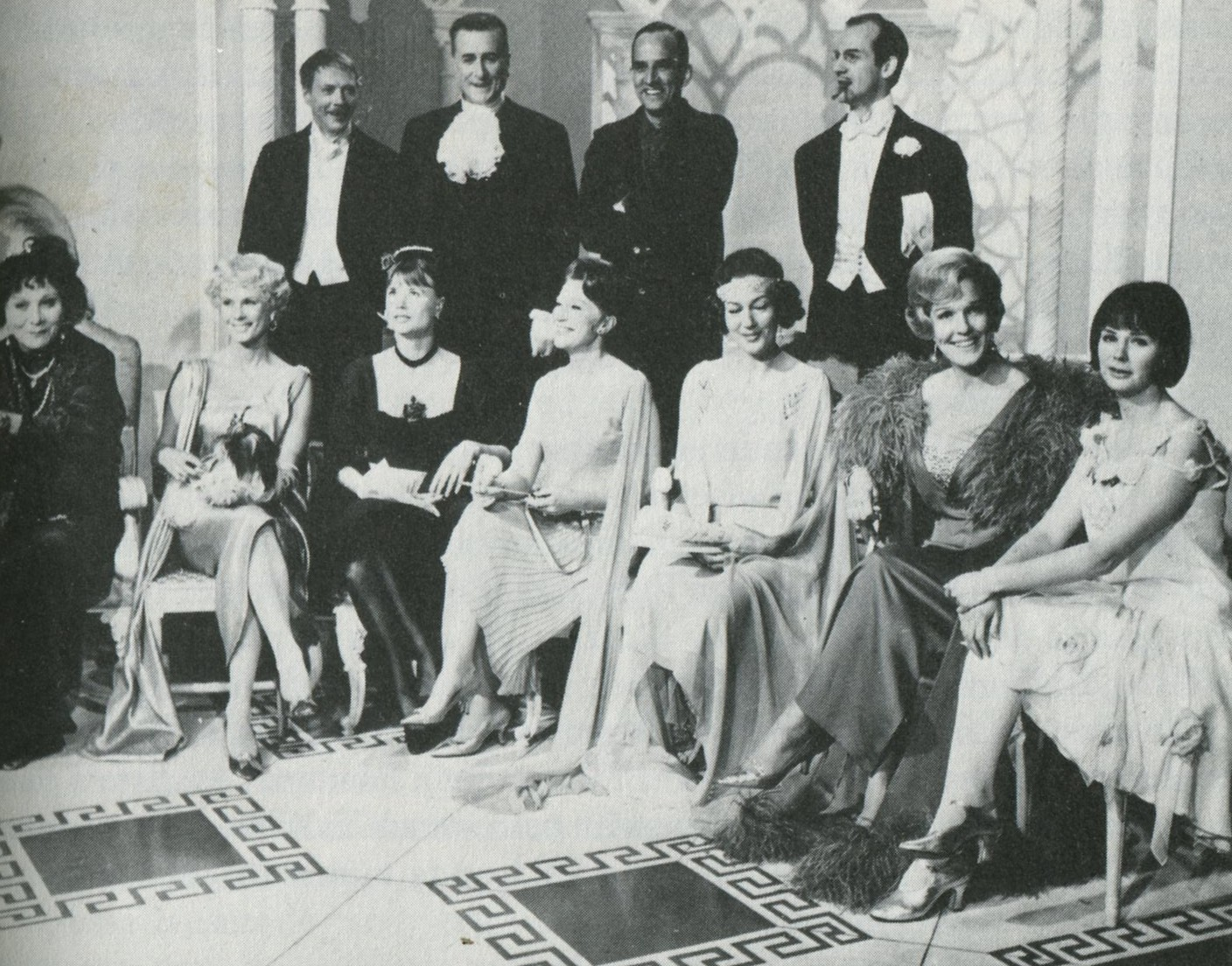
Hela truppen 1964. Stående fr.v.: Allan Edwall, Georg Funkquist, Ingmar Bergman och Jarl Kulle.
Sittande fr.v.: Karin Kavli, Bibi Andersson, Harriet Andersson, Gertrud Fridh, Barbro Hiort af Ornäs, Eva Dahlbeck och Mona Malm.

- Jarl Kulle - Cornelius, musikkritiker, cellisten Felix biograf
- Bibi Andersson - Ingrid, kallad Humlan, Felix älskarinna
- Harriet Andersson - Lisa, kallad Isolde, Felix kammarjungfru
- Eva Dahlbeck - Adelaide, Felix hustru
- Karin Kavli - Jeannette Bring, kallad Madame Tussaud, Felix beskyddarinna
- Gertrud Fridh - Hedda, kallad Traviata, Felix lärjunge på cello
- Mona Malm - Cecilia, Felix unga släkting
- Barbro Hiort af Ornäs - Beatrice, Felix ackompanjatris
- Allan Edwall - Jillker, Felix impressario
- Georg Funkquist - Tristan, f.d. cellist, Felix chaufför och betjänt

## Musik i filmen[6]
- Yes! We Have No Bananas (Vi har inga bananer), kompositör och engelsk text 1923 Frank Silver och Irving Conn, svensk text Karl Gerhard, musikarrangör Charles Redland
- Svit, orkester, nr 3, BWV 1068, D-dur. Air (Air på G-strängen), kompositör Johann Sebastian Bach, instrumental.
- Svit, nr 3, d-moll, kompositör Johann Sebastian Bach, instrumental.
- Adelaide, op. 46, kompositör Ludwig van Beethoven, text Friedrich Matthisson, sång Jarl Kulle
- La belle Hélène (Den sköna Helena), kompositör Jacques Offenbach, fransk text Henri Meilhac och Ludovic Halévy svensk text 1865 Palle Block, instrumental.
- Thaïs. Meditation, kompositör Jules Massenet, instrumental.